# キロ・モアナ (T-AGOR-26)
「キロ・モアナ」（RV Kilo Moana）は、アメリカ海軍の海洋観測艦。ハワイ大学に貸与されており、実際の運用は同大学マノア校海洋・地球科学・テクノロジー学部（SOEST）に設けられた海洋センター（UH Marine Center）が行っている。艦名は海洋学者を意味するハワイ語の単語に由来する。

## 来歴
アメリカ合衆国では、大学を含めた海洋学関係諸機関の海洋調査船を一元的に統合運用する大学-国家海洋研究所システム（UNOLS）と呼ばれる枠組みが存在する。本船は、ハワイ大学マノア校海洋・地球科学・テクノロジー学部（SOEST）に貸与のうえでUNOLSの枠組みに参加することを前提として、1997年度の海軍予算で建造されることとなり、1999年10月27日に4230万ドルで発注がなされた。
計画はロッキード・マーティン社によって調整されており、造船所としてはジャクソンビルのアトランティック・マリーン社が選定された。またパシフィック・マリン・アンド・サプライ社やGTE/BBN社、更には三井造船も建造に協力した。なお三井造船は、1980年代に日本の海洋科学技術センター（JAMSTEC; 現在の海洋研究開発機構）向けの海中作業実験船として、本艦と似た船型の「かいよう」を建造した経験があった。

## 設計

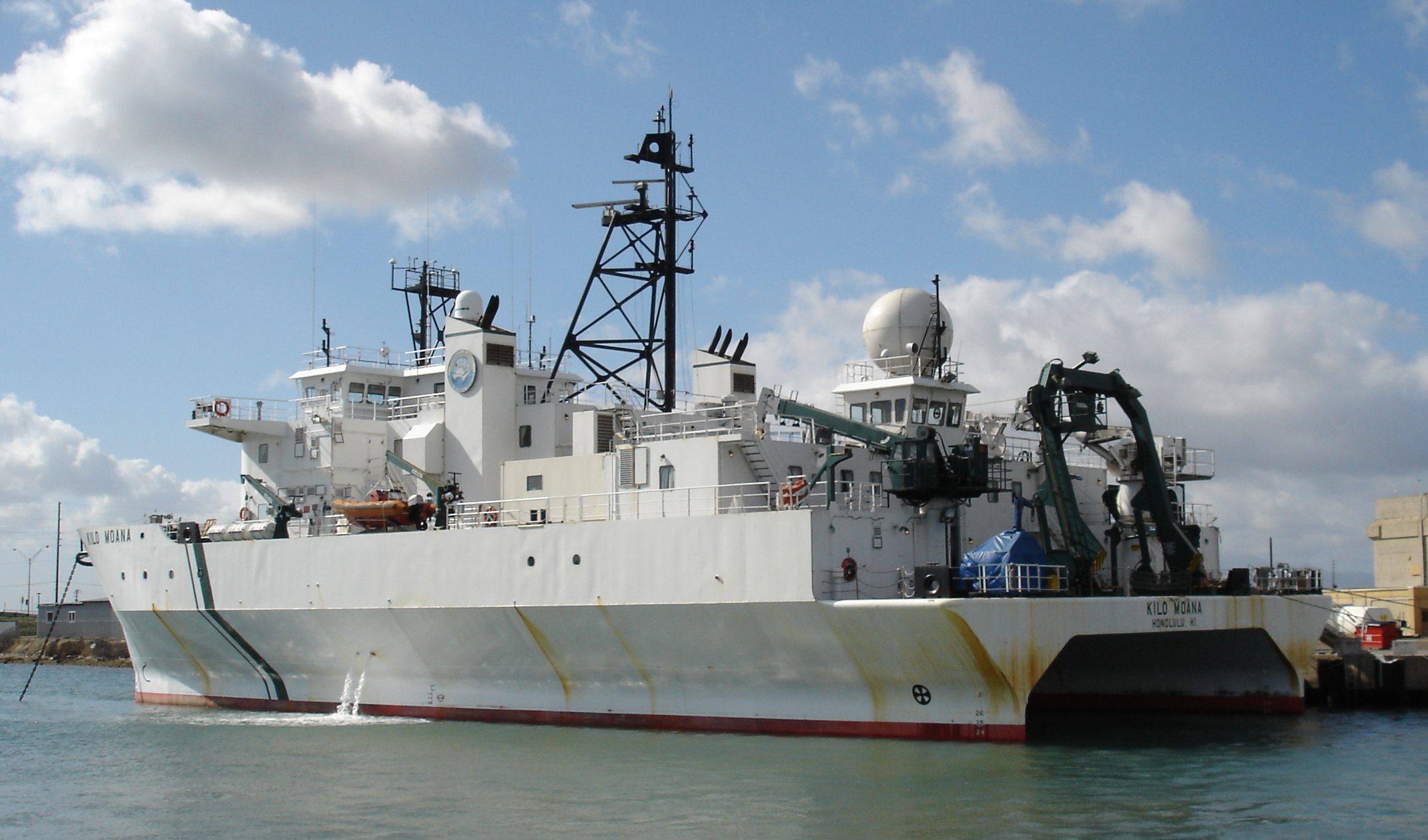
後方からの艦影

本船の最大の特徴が半没水型双胴船型（SWATH）の採用である。没水船体（ロワーハル）は全長52.12メートルで、前方には隠顕式のフィンスタビライザーを、後方には固定式のフィンスタビライザーを備えている。SWATH船型は、通常の単胴船と比べて波浪による船体の揺れが格段に小さいという特長があり、本艦の場合、シーステート6の海況でも完全な状態での運用が可能である。また甲板面積を広く取れるのも特長のひとつで、甲板上には414平方メートルに及ぶ作業スペースを確保して、100トンの機器を搭載可能とした。ROVや各種観測機器、深海係留装置の投入・揚収に対応しており、艦尾には力量9トンのUフレーム・クレーンを備えている。
これらの揚降時を含めて、海洋調査にあたっては精密な操船が求められることから自動船位保持装置（Dynamic Positioning System, DPS）を備えているほか、統合船橋監視システム（IBS）を構築している。これは、TSS社製POS/MV 320およびPOS/MV 30慣性計測装置、レイセオン社製STD-20ジャイロコンパス、レイセオン社製レイチャート420ディファレンシャルGPS（DGPS）、およびインマルサットを連接している。なお、観測機器が主推進器に絡まる恐れがある場合には、主推進器を使わずとも、バウスラスターだけで重量9トンのアレイを3ノットの速度で曳航できるように配慮されている。
また海洋音響装置としては、深海用のシムラッドEM120マルチビーム測深機（12キロヘルツ）、浅海用の同社製EM1002マルチビーム測深機（95キロヘルツ）、水路測定用の同社製EA500測深機（12, 38, 200キロヘルツ）、同社製HPR418音響測位システム、そしてレイセオン社製795型音響測深機を備えている。